# گمینا بخاوا
گمینا بخاوا (به لهستانی:  Gmina Bychawa) یک گمینا در لهستان است که در شهرستان لوبلین واقع شده‌است. گمینا بخاوا ۱۴۶٫۱۹ کیلومتر مربع مساحت و ۱۲٬۰۷۴ نفر جمعیت دارد.